# Dänische Volleyballnationalmannschaft der Männer
Die dänische Volleyballnationalmannschaft der Männer ist eine Auswahl der besten dänischen Spieler, die den Dansk Volleyball Forbund bei internationalen Turnieren und Länderspielen repräsentiert.

## Geschichte
Bei der bislang einzigen Teilnahme an einer Volleyball-Weltmeisterschaft belegten die Dänen 1966 den 22. Platz. Sie konnten sich bisher weder für Olympische Spiele noch für eine Volleyball-Europameisterschaft qualifizieren. Auch der Volleyball World Cup, die Weltliga und die Europaliga fanden bisher ohne dänische Beteiligung statt.